# Excrements dels cetacis

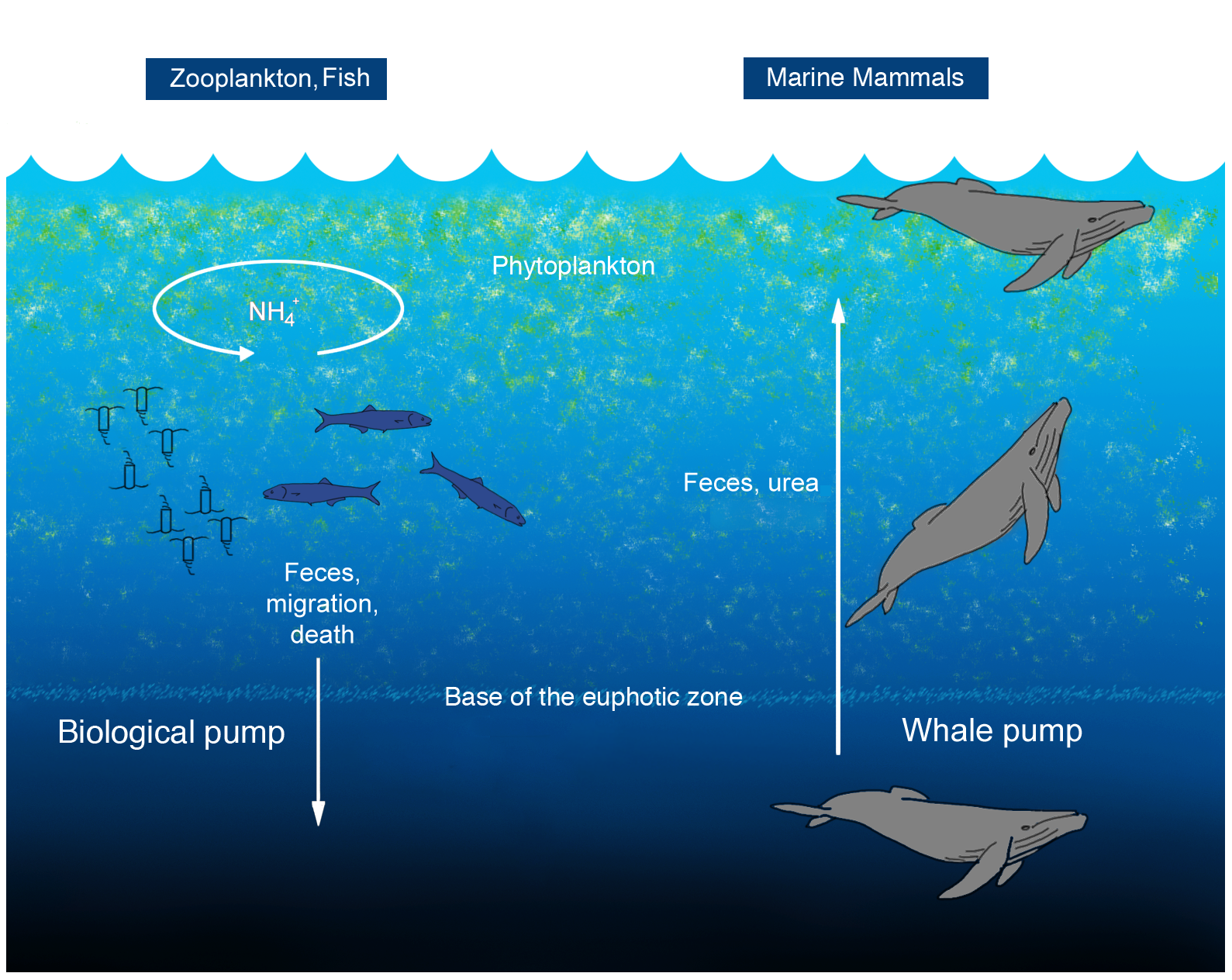
Transport vertical de nutrients per grans cetacis

Els excrements dels cetacis tenen un paper important en l'ecologia dels oceans. Els cetacis han estat descrits com a «enginyers d'ecosistemes marins». El nitrogen i el quelat de ferro que alliberen les espècies de cetacis tenen efectes beneficiosos sobre la cadena tròfica, a més de segrestar carboni durant llargs períodes. A través de l'ADN, les hormones, les toxines i altres substàncies que contenen, els excrements dels cetacis proporcionen informació sobre diversos aspectes de la salut, la història natural i l'ecologia de l'animal o el grup al qual corresponen. A més d'excrements, l'aparell digestiu dels catxalots també produeix ambre gris, una substància sòlid, cerosa i inflamable de color gris mat o negrenc que es pot trobar surant al mar o encallat a la platja.